# 黎明走音事件
黎明走音事件是指香港歌手黎明的一次演唱失誤事件，事件發生於1991年7月27日舉行的《演藝界總動員忘我大匯演》，他在完成演出並離開會場後，突然收到通知獲贊助港幣50萬元再唱一曲，因此趕回會場在倉卒情況下演唱，繼而不慎走音，引起大眾關注和討論，被視為是歌手演唱走音的經典例子之一。

## 背景
《演藝界總動員忘我大匯演》是香港演藝界為賑濟1991年華東水災災民而舉辦的籌款節目，節目以「洪洪愛心抗洪流」為口號，於1991年7月27日下午3時至晚上10時在跑馬地馬場舉行，演出項目約有六十多個，演出者包括香港、中國及台灣的演藝界人士，黎明原定演出的項目包括與其他藝人合唱歌曲〈乘風破浪〉，以及與歌手劉德華互相演繹對方的歌曲作品，整個節目合共籌得港幣1億零72萬3,182元善款。

## 事件經過
事件發生於該節目的尾聲，當時黎明已經完成原定的演出，由於有其他工作在身而先行離開跑馬地馬場，其後接獲通知，寶詠琴捐出港幣50萬元贊助他演唱〈對不起，我愛你〉一曲，黎明為了籌得該筆款項，決定折返會場演出，而為免延誤節目時間，他回到會場後立即被安排上台演唱。由於大會沒有準備〈對不起，我愛你〉的伴奏音樂，黎明遂以清唱形式演繹歌曲，當唱至歌詞「行近我又怕驚動你，我又怕心難死」的「死」字時不慎走音，接著唱下一句「立定決心以後分離」的「定」時，再次出現走音情況。輿論對於當時舞台上的情況大致有兩種說法，第一種說法指黎明表示以清唱形式演出，而該節目的音樂總監徐日勤卻為黎明即場伴奏，並將歌曲旋律升高了一個調；第二種說法指當時出道約五年的黎明臨場經驗尚淺，沒有試音便直接唱出來，現場琴師順著黎明唱的音調來伴奏時，才發現用了比原曲的G小調高出4個音調的B小調，當唱至副歌時出現增四度旋律，黎明一時之間難以適應升了4個調的高音而導致走音情況發生。

## 反應及迴響
現場觀眾在黎明出現演唱走音情況後，立即報以掌聲鼓勵他，黎明則展現尷尬笑容繼續唱下去，他表示演出完畢返回後台的時候，每個人都看着他，並指其他歌手忍笑忍得很辛苦，直到他離場後眾人才發出笑聲。賈偉南表示黎明事後一直耿耿於懷，曾有一段日子感到不開心，自信心亦降至低點，而輿論更一度將黎明冠以「走音天王」的稱號，令其歌唱事業蒙上污點，且事隔多時仍有人拿這次事件來作話柄，對黎明冷嘲熱諷。1994年，搖滾樂隊Beyond推出歌曲〈醒你〉，第一句歌詞「那萬人迷 走音走爆咪」被認為是指黎明走音事件，再度引起聽眾關注。此外，有人將演唱走音的聲帶製作成手提電話鈴聲，其後於2006年將演唱走音的片段上載到YouTube網站，該片段當時錄得二萬三千多個瀏覽人次，且引起網民討論。2024年，「試當真」YouTube頻道發佈20個考驗參加者忍笑能力的短片，當中包括「黎明走音事件」的片段，以此作為笑點，未有引起黎明支持者的迴響。

## 評論摘要

### 歌手本人
黎明認為是自己經驗不足所導致，當晚他身體不適，剛拍完戲趕到現場即被人推上台唱歌籌款，音樂總監卻把歌曲調子奏高了三度，而他又經驗不足，不懂得應變，亦不懂得唱假音，結果在措手不及的情況下出現失誤。他認為當時的情況並不在他的控制範圍內，並以賽車好手在賽車時仍會發生意外為例，來支持他的論調，同時認為必定會有人以此事來打擾他的信心，但他會繼續努力唱到最好，讓取笑他的人為他的成績開心，也希望支持他的聽眾不要為此事難過。黎明對於有前輩歌手就事件作出負面評論感到無奈，並表示會繼續努力把歌練好，以實際行動來證明自己的實力，且認為做人沒有批評是不會有進步，因此他樂意接受批評尤其是前輩的意見。
|                                            | It's like someone had poured oil on the floor before I went on stage, so I slipped and fell. But it doesn't mean I've poor balance or I can't walk properly, right? 「就像我上台之前有人在地板上澆了油，所以我滑倒了。但這並不代表我的平衡能力差或無法正常行走，對嗎？」 |
| ——黎明於1992年接受傳媒訪問時談論到走音事件 | |

### 其他歌手
張學友認為大家都是做善事，偶然走音沒有所謂，大眾應該體諒黎明，不應責怪他。葉麗儀於1992年表示走音事件影響了她對黎明的印象，她認為職業歌手應在平時訓練自己的應對能力，讓自己在任何情況下都可以得心應手去解決突如其來的問題，不能以沒做好準備作為演唱失誤的理由，而張國榮則表示媒體在樂壇真空的時候為了做演出時有人買票而把黎明捧起來，但卻在黎明演唱走音的時候對他大肆批評是很不公平，他指出當時仍屬新晉歌手的黎明既年輕，又要趕場，又要有一定的名氣，並反問媒體「哪個沒走音，誰說唱歌是不會走音的」，他認為是大家想得太完美，若能夠把要求降低點，大家都會開心些。1994年，梅艷芳接受訪問時提及自己對黎明的看法，她認為黎明的歌藝沒有進步，每次現場演唱時也令歌迷擔心，並勸喻黎明要努力練歌，預防演唱時會出現走音的情況，此言論引起黎明支持者的不滿，指責梅艷芳的言論是人身攻擊，梅艷芳其後表示她只是提議黎明轉歌路，並非針對黎明，且覺得黎明的歌迷很兇，因此以後有關黎明的事，她一概不予置評，另一方面，黎明的前歌唱老師兼歌唱家韋秀嫻替黎明辯護，她指出歌手唱歌走音是難免的，有時因受到其他因素影響，容易產生走音情況，且認為黎明在這數年間的歌藝進步了很多。

### 音樂創作人
詞曲作家黃霑認為歌手唱歌走音的原因，與聲帶及發聲方法的關係極少，而是與耳朵辨別音準的能力有關，他認為黎明一時失手聽不準樂隊的引子，是情有可原，並引述音樂理論家楊蔭瀏於1982年在《音樂研究》雜誌上發表的理論，該理論指人類耳朵的辨別音高能力不是十分精密，而根據這個理論來推斷，世界上唱歌不走音的歌手幾乎是不存在，歌手在狀態欠佳或偶然失慎的情況下，便會出現走音情況，因此大眾沒有資格去批評別人走音，亦不必對黎明提出苛評。流行音樂創作人雷頌德認為黎明當時走音是由於清唱而且高了一個調，並指黎明曾經因為此事而留下陰影，但他認為事件其實沒有什麼大不了，相信黎明不會再出這樣的失誤。

### 節目主持人
台灣廣播節目主持人劉傑指「走音事件」不能完全代表黎明的歌藝不精，他表示歌手的身體狀況、對歌曲的熟悉度、演唱前有否試音對調、演唱經驗等的因素都有可能影響演出，黎明當時是臨時被叫上台唱歌，並非事先安排的節目，而樂隊開始演奏時曲調就偏高，導致黎明在演唱時出現走音情況。劉傑認為黎明是個堅強的人，也是個努力不懈的歌手，即使當時受到多方抨擊和不公平的指責，都能勇於面對，並未因此而沮喪，而黎明其後在相隔不足10個月內舉行《黎明一夜傾情演唱會》及《黎明夏日傾情演唱會》合共30場大型演唱會，足以證明黎明的實力。

### 傳媒及公眾
傳媒人朱米高認為唱歌走音是平常的事情，越懂唱歌的人，越明白現場演唱失手是不可能避免的事，他表示黎明於1991年演唱走音時，正藉是黎明在娛樂圈冒起的時期，事件令輿論對他的批評達致高峰，亦曲線推高了他的人氣。當時有傳媒認為這次走音事件對黎明來說也許是一件好事，一方面能夠為災民籌得港幣50萬元善款，而另一方面令他有所警惕，日後演唱時起音要更為準確。有報章評論指不少歌手也有演唱走音的情況，因此「黎明走音事件」不足以成為笑柄，黎明亦無須耿耿於懷。網民認為黎明當時是因為太過緊張而導致走音，且認為黎明現今的歌藝跟當年相比，明顯大有進步。傳媒指黎明不介大眾意重提事件，黎明後來於籌款電影豪門夜宴中「重演」走音一幕去自嘲，亦曾在改編廣告歌曲中刻意加入走音元素，評論認為此舉反映出黎明有器量、情緒商數高，敢於面對過去的挫折。